# Ахмед аль-Абдулла ас-Сабах
Ахмед аль-Абдулла ас-Сабах (араб. أحمد العبد الله الأحمد الصباح (5 вересня 1952 )) — кувейтський економіст і політичний діяч, член правлячої династії Аль-Сабах.
Прем'єр-міністр Кувейту з 15 квітня 2024 року.

## Біографія
Народився 5 вересня 1952 року. Здобув ступінь бакалавра фінансів в Університеті Іллінойсу в 1975 р.
.

## Кар'єра
У 1978—1987 рр. працював у Центральному банку Кувейту, а згодом — у приватних фінансових установах.
У 1999—2001 рр. був міністром фінансів країни.
У 1999 р. був призначений міністром зв'язку, а у березні 2007 став міністром охорони здоров'я, але здобув вотум недовіри в Національних зборах, що призвело до відставки уряду 4 березня
.
У лютому 2009 Сабах був призначений міністром нафти, замінивши Мохаммеда Аль-Олайма, який пішов у відставку в листопаді 2008
.
На цій посаді пробув до 2011 року.
У 2021 р. Сабах був призначений головою двору наслідного принца Кувейту
.
15 квітня 2024 року був призначений прем'єр-міністром Кувейту, змінивши на цій посаді Мохаммеда Сабаха Ас-Салема Ас-Сабаха
.

## Особисте життя
Одружений, має трьох дітей.